# Premi Internacional Booker
El Premi Internacional Booker (en anglès The International Booker Prize, fins al 2019 Man Booker International Prize) és un premi literari, que en un primer moment fou biennal, i posteriorment anual, atorgat a escriptors per reconèixer les millors obres de ficció publicades en anglès o traduides a aquest idioma.
El guardó –el 2005 i patrocinat fins al 2019 pel 'Man Group' del Regne Unit– fou concedit, fins al 2015, a un escriptor viu per la totalitat de la seva obra, independentment de la seva nacionalitat i consistia d'una suma de ₤ 60.000.
A partir del 2016 el premi s'atorga per tal de reconèixer a l'autor i el traductor d'una obra escrita en un idioma diferent de l'anglès i traduïda a aquesta llengua. El premi està dotat amb 50.000 lliures.
El 2023, Boulder, d'Eva Baltasar i Sardà, es va convertir en la primera novel·la escrita en català que opta al premi Booker.

## Premi International Booker

### Abans de 2016
| Any  | Guanyador            | Nacionalitat | Jurat                                                                                 | Nominats |
| ---- | -------------------- | ------------ | ------------------------------------------------------------------------------------- | --- |
| 2005 | Ismail Kadare        | Albània      | John Carey (president), Alberto Manguel, Azar Nafisi                                  | Margaret Atwood, Saul Bellow, Gabriel García Márquez, Günter Grass, Ismail Kadare, Milan Kundera, Stanisław Lem, Doris Lessing, Ian McEwan, Naguib Mahfouz, Tomás Eloy Martínez, Kenzaburō Ōe, Cynthia Ozick, Philip Roth, Muriel Spark, Antonio Tabucchi, John Updike, Abraham B. Yehoshua |
| 2007 | Chinua Achebe        | Nigèria      | Elaine Showalter (president), Nadine Gordimer, Colm Tóibín                            | Chinua Achebe, Margaret Atwood, John Banville, Peter Carey, Don DeLillo, Carlos Fuentes, Doris Lessing, Ian McEwan, Harry Mulisch, Alice Munro, Michael Ondaatje, Amos Oz, Philip Roth, Salman Rushdie, Michel Tournier                                                                     |
| 2009 | Alice Munro          | Canadà       | Jane Smiley (president), Amit Chaudhuri, Andrej Koerkov                               | Peter Carey, Evan S. Connell, Mahashweta Dewi, E. L. Doctorow, James Kelman, Mario Vargas Llosa, Arnošt Lustig, Alice Munro, V.S. Naipaul, Joyce Carol Oates, Antonio Tabucchi, Ngugi wa Thiong'o, Dubravka Ugrešić, Liudmila Ulitskaya                                                     |
| 2011 | Philip Roth          | Estats Units | Rick Gekoski (president), Carmen Callil, Justin Cartwright                            | Wang Anyi, Juan Goytisolo, James Kelman, John le Carré, Amin Maalouf, David Malouf, Dacia Maraini, Rohinton Mistry, Philip Pullman, Marilynne Robinson, Philip Roth, Su Tong, Anne Tyler |
| 2013 | Lydia Davis          | Estats Units | Christopher Ricks (president), Elif Batuman, Aminatta Forna, Yiyun Li, Tim Parks      | U.R. Ananthamurthy, Aharon Appelfeld, Lydia Davis, Intizar Husain, Yan Lianke, Marie NDiaye, Josip Novakovich, Marilynne Robinson, Vladimir Sorokine, Peter Stamm |
| 2015 | László Krasznahorkai | Hongria      | Marina Warner (president), Wen-chin Ouyang, Nadeem Aslam, Elleke Boehmer, Edwin Frank | César Aira, Ibrahim al-Koni, Hoda Barakat, Maryse Condé, Mia Couto, Amitav Ghosh, Fanny Howe, László Krasznahorkai, Alain Mabanckou, Marlene Van Niekerk |

### Des de 2016
| Any  | Guanyador                   | Guanyador                                  | Guanyador         | Jurat                                                                                     | Finalistes | Semifinalistes |
| Any  | Obra                        | Autor                                      | Traductor         | Jurat                                                                                     | Finalistes | Semifinalistes |
| ---- | --------------------------- | ------------------------------------------ | ----------------- | ----------------------------------------------------------------------------------------- | --- | --- |
| 2016 | La vegetariana              | Han Kang · ( Corea del Sud)                | Deborah Smith     | - Boyd Tonkin - Tahmima Anam - Ruth Padel - David Bellos - Daniel Medin                   | - Teoría general del olvido de José Eduardo Agualusa ( Angola) - The Story of the Lost Child de Elena Ferrante ( Itàlia) - The Four Books de Yan Lianke ( R.P. de la Xina) - A Strangeness in My Mind de Orhan Pamuk ( Turquia) - A Whole Life de Robert Seethaler ( Àustria) | - Mend the Living de Maylis de Kerangal ( França) - Man Tiger de Eka Kurniawan ( Indonèsia) - Tram 83 de Fiston Mwanza Mujila ( Rep. del Congo) - A Cup of Rage de Raduan Nassar ( Brasil) - Ladivine de Marie NDiaye ( França) - Muerte por agua de Kenzaburō Ōe ( Japó) - White Hunger de Aki Ollikainen ( Finlàndia)                                                                |
| 2017 | A Horse Walks Into a Bar    | David Grossman · ( Israel)                 | Jessica Cohen     | - Nick Barley - Daniel Hahn - Helen Mort - Elif Shafak - Chika Unigwe                     | - Compass de Mathias Énard ( França) - The Unseen de Roy Jacobsen ( Noruega) - Mirror, Shoulder, Signal de Dorthe Nors ( Dinamarca) - Judas de Amos Oz ( Israel) - Distancia de rescate de Samanta Schweblin ( Argentina) | - Swallowing Mercury de Wioletta Greg ( Polònia) - War and Turpentine de Stefan Hertmans ( Bèlgica) - The Traitor's Niche de Ismail Kadare ( Albània) - Fish Have No Feet de Jón Kalman Stefánsson ( Islàndia) - The Explosion Chronicles de Yan Lianke ( R.P. de la Xina) - Black Moses de Alain Mabanckou ( França) - Bricks and Mortar de Clemens Meyer ( Alemanya)                 |
| 2018 | Los errantes                | Olga Tokarczuk · ( Polònia)                | Jennifer Croft    | - Lisa Appignanesi - Michael Hofmann - Hari Kunzru - Tim Martin - Helen Oyeyemi           | - Vernon Subutex 1 de Virginie Despentes ( França) - The White Book de Han Kang ( Corea del Sud) - The World Goes On de László Krasznahorkai ( Hongria) - Como la sombra que se va de Antonio Muñoz Molina ( Espanya) - Frankenstein in Baghdad de Ahmed Saadawi ( Iraq) | - The 7th Function of Language de Laurent Binet ( França) - El impostor de Javier Cercas ( Espanya) - Go, Went, Gone de Jenny Erpenbeck ( Alemanya) - Mátate, amor de Ariana Harwicz ( Argentina) - The Flying Mountain de Christoph Ransmayr ( Àustria)) - The Stolen Bicycle de Wu Ming-Yi ( República de la Xina) - El comensal de Gabriela Ybarra ( Espanya)                       |
| 2019 | Celestial Bodies            | Jokha al-Harthi · ( Oman)                  | Marilyn Booth     | - Bettany Hughes - Maureen Freely - Angie Hobbs - Pankaj Mishra - Elnathan John           | - The Years de Annie Ernaux ( França) - The Pine Islands de Marion Poschmann ( Alemanya) - Ara a través de los huesos de los difuntos de Olga Tokarczuk ( Polònia) - La forma de las ruinas de Juan Gabriel Vásquez ( Colòmbia) - La resta de Alia Trabucco ( Xile) | - Love in the New Millennium de Can Xue ( R.P. de la Xina) - At Dusk de Hwang Sok-yong ( Corea del Sud) - Jokes for the Gunmen de Mazen Maarouf ( Islàndia) - Four Soldiers de Hubert Mingarelli ( França) - Pájaros en la boca de Samanta Schweblin ( Argentina) - The Faculty of Dreams de Sara Stridsberg ( Suècia) - The Death of Murat Idrissi de Tommy Wieringa ( Països Baixos) |
| 2020 | La inquietud de la noche    | Marieke Lucas Rijneveld · ( Països Baixos) | Michele Hutchison | - Ted Hodgkinson - Jennifer Croft - Valeria Luiselli - Jeet Thayil - Lucie Campos         | - The Enlightenment of The Greengage Tree de Shokoofeh Azar ( Iran) - Las aventuras de la China Iron de Gabriela Cabezón Cámara ( Argentina) - Tyll de Daniel Kehlmann ( Alemanya) - Temporada de huracanes de Fernanda Melchor ( Mèxic) - The Memory Police de Yoko Ogawa ( Japó) | - Red Dog de Willem Anker ( Sud-àfrica) - The Other Name: Septology I – II de Jon Fosse ( Noruega) - The Eighth Life de Nino Haratischvili ( Geòrgia) - Serotonina de Michel Houellebecq ( França) - Faces on the Tip of My Tongue de Emmanuelle Pagano ( França) - Kentukis de Samanta Schweblin ( Argentina) - Mac y su contratiempo de Enrique Vila-Matas ( Espanya)                |
| 2021 | At Night All Blood Is Black | David Diop ( França)                       | Anna Moschovakis  | - Lucy Hughes-Hallett - Aida Edemariam - Neel Mukherjee - Olivette Otele - George Szirtes | - At Night All Blood is Black de David Diop ( França) - Los peligros de fumar en la cama de Mariana Enríquez ( Argentina) - Un verdor terrible de Benjamín Labatut ( Xile) - The Employees de Olga Ravn ( Dinamarca) - In Memory of Memory de Maria Stepanova ( Rússia) - La guerra de los pobres de Éric Vuillard ( França) | - I Live in the Slums de Can Xue ( R.P. de la Xina) - The Pear Field de Nana Ekvtimishvili ( Geòrgia) - The Perfect Nine: The Epic Gikuyu and Mumbi de Ngũgĩ wa Thiong'o ( Kenya) - Summer Brother de Jaap Robben ( Països Baixos) - An Inventory of Losses de Judith Schalansky ( Alemanya) - Minor Detail de Adania Shibli ( Palestina) - Wretchedness de Andrzej Tichý ( Txèquia)   |
| 2022 | Tomb of Sand                | Geetanjali Shree ( Índia)                  | Daisy Rockwell    |                                                                                           | - Cursed Bunny de Bora Chung ( Corea del Sud) - A New Name: Septology VI-VII de Jon Fosse ( Noruega) - Heaven de Mieko Kawakami ( Japó) - Elena sabe de Claudia Piñeiro ( Argentina) - Tomb of Sand de Geetanjali Shree ( Índia) - Los libros de Jacob de Olga Tokarczuk ( Polònia) | - After the Sun de Jonas Eika ( Dinamarca) - More Than I Love My Life de David Grossman ( Israel) - The Book of Mother de Violaine Huisman ( França) - Páradais de Fernanda Melchor ( Mèxic) - Love in the Big City de Sang Young Park ( Corea del Sud) - Happy Stories, Mostly de Norman Erikson Pasaribu ( Indonèsia) - Phenotypes de Paulo Scott ( Brasil)                          |
| 2023 | Time Shelter                | Georgi Gospodinov ( Bulgària)              | Angela Rodel      | - Leïla Slimani - Uilleam Blacker - Parul Sehgal - Frederick Studemann - Tan Twan Eng     | - Boulder, d'Eva Baltasar ( Catalunya) - traduït del català per Julia Sanches - Whale, de Cheon Myeong-kwan ( Corea del Sud) - traduït del coreà per Chi-Young Kim; - The Gospel According to the New World, de Maryse Condé ( França) - traduït del francès per Richard Philcox - Standing Heavy, de GauZ' ( Costa d'Ivori) - traduït per Frank Wynne; - Time Shelter, de Georgi Gospodinov ( Bulgària) - traduït del búlgar per Angela Rodel; - Still Born (La hija única), de Guadalupe Nettel ( Mèxic) - traduït del castellà per Rosalind Harvey | |